# Mistrovství světa v ledním hokeji žen 2005
Mistrovství světa v ledním hokeji žen 2005 se konalo od 2. dubna do 9. dubna 2005 ve švédských městech Linköping a Norrköping. Mistrem světa se stal výběr hokejistek z USA.

## Hrací formát turnaje
Osm účastníků turnaje bylo rozděleno na dvě čtyřčlenné skupiny. Zde týmy sehráli v rámci své skupiny jeden zápas každý s každým. První dva týmy s nejvíce body z každé tabulky postoupily dále do medailových kol, kdežto zbylé dva hráli o konečné umístění v tabulce.

## Skupina A

### Tabulka
| P  | Tým        | Z | V | P | R | VG | IG | B |
| -- | ---------- | - | - | - | - | -- | -- | - |
| 1. | Kanada     | 3 | 3 | 0 | 0 | 35 | 0  | 6 |
| 2. | Švédsko    | 3 | 2 | 1 | 0 | 8  | 12 | 4 |
| 3. | Rusko      | 3 | 0 | 2 | 1 | 3  | 17 | 1 |
| 4. | Kazachstán | 3 | 0 | 2 | 1 | 3  | 20 | 1 |

### Zápasy
Všechny časy jsou místní (URC+2)
| 2. dubna, 2005 | Švédsko | 3 – 1 (0-0, 2-1, 1-0) | Rusko | Cloetta Center (Linköping) |  |

| 3. dubna, 2005 | Kanada | 13 – 0 (4-0, 6-0, 3-0) | Kazachstán | Cloetta Center (Linköping) |  |

| 4. dubna, 2005 | Rusko | 0 – 12 (0-1, 0-4, 0-7) | Kanada | Cloetta Center (Linköping) |  |

| 4. dubna, 2005 | Švédsko | 5 – 1 (0-0, 0-0, 5-1) | Kazachstán | Himmelstalundshallen (Norrköping) |  |

| 6. dubna, 2005 | Kazachstán | 2 – 2 (1-1, 0-1, 1-0) | Rusko | Cloetta Center (Linköping) |  |

| 6. dubna, 2005 | Kanada | 10 – 0 (3-0, 4-0, 3-0) | Švédsko | Cloetta Center (Linköping) |  |

## Skupina B

### Tabulka
| P  | Tým     | Z | V | P | R | VG | IG | B |
| -- | ------- | - | - | - | - | -- | -- | - |
| 1. | USA     | 3 | 3 | 0 | 0 | 23 | 3  | 6 |
| 2. | Finsko  | 3 | 2 | 1 | 0 | 11 | 10 | 4 |
| 3. | Čína    | 3 | 0 | 2 | 1 | 6  | 16 | 1 |
| 4. | Německo | 3 | 0 | 2 | 1 | 4  | 15 | 1 |

### Zápasy
Všechny časy jsou místní (URC+2)
| 3. dubna, 2005 | USA | 8 – 2 (4-1, 2-0, 2-1) | Čína | Himmelstalundshallen (Norrköping) |  |

| 3. dubna, 2005 | Finsko | 5 – 1 (3-0, 2-0, 0-1) | Německo | Himmelstalundshallen (Norrköping) |  |

| 5. dubna, 2005 | Německo | 0 – 7 (0-5, 0-1, 0-1) | USA | Cloetta Center (Linköping) |  |

| 5. dubna, 2005 | Finsko | 5 – 1 (0-0, 4-1, 1-0) | Čína | Himmelstalundshallen (Norrköping) |  |

| 6. dubna, 2005 | Čína | 3 – 3 (1-1, 0-2, 2-0) | Německo | Himmelstalundshallen (Norrköping) |  |

| 6. dubna, 2005 | USA | 8 – 1 (2-0, 3-0, 3-1) | Finsko | Himmelstalundshallen (Norrköping) |  |

## Playoff

### O udržení
| 8. dubna, 2005 | Čína | 3 – 0 (1-0, 1-0, 1-0) | Kazachstán | Himmelstalundshallen (Norrköping) |  |

| 8. dubna, 2005 | Rusko | 1 – 2 (1-1, 0-1, 0-0) | Německo | Himmelstalundshallen (Norrköping) |  |

### O 7. místo
| 9. dubna, 2005 | Rusko | 1 – 2 SN (1-0, 0-1, 0-0, 0-0, 0-1) | Kazachstán | Himmelstalundshallen (Norrköping) |  |

### O 5. místo
| 9. dubna, 2005 | Čína | 0 – 3 (0-1, 0-1, 0-1) | Německo | Himmelstalundshallen (Norrköping) |  |

### Semifinále
| 8. dubna, 2005 | Kanada | 3 – 0 (0-0, 2-0, 1-0) | Finsko | Cloetta Center (Linköping) |  |

| 8. dubna, 2005 | Švédsko | 1 – 4 (1-0, 0-3, 0-1) | USA | Cloetta Center (Linköping) |  |

### O 3. místo
| 9. dubna, 2005 | Švédsko | 5 – 2 (1-1, 0-1, 4-0) | Finsko | Cloetta Center (Linköping) |  |

### Finále
| 9. dubna, 2005 | USA | 1 – 0 SN (0-0, 0-0, 0-0, 0-0, 1-0) | Kanada | Cloetta Center (Linköping) |  |

## Konečné pořadí
| Místo            | Tým        |
| ---------------- | ---------- |
| Zlatá medaile    | USA        |
| Stříbrná medaile | Kanada     |
| Bronzová medaile | Švédsko    |
| 4.               | Finsko     |
| 5.               | Německo    |
| 6.               | Čína       |
| 7.               | Kazachstán |
| 8.               | Rusko      |

- Vzhledem k rozšíření elitní skupiny na 9 týmů se nesestupovalo (to platí i pro nižší divize).

## Statistiky

### Kanadské bodování
| Hráč                           | OZ | G | A | B | TM |
| ------------------------------ | -- | - | - | - | -- |
| Krissy Wendell, USA            | 5  | 4 | 5 | 9 | 0  |
| Jayna Heffordová, Kanada       | 5  | 6 | 2 | 8 | 0  |
| Hayley Wickenheiserová, Kanada | 5  | 5 | 3 | 8 | 6  |
| Sarah Vaillancourt, Kanada     | 5  | 3 | 5 | 8 | 2  |
| Caroline Ouelletteová, Kanada  | 5  | 2 | 6 | 8 | 0  |
| Kelly Stephens, USA            | 5  | 3 | 4 | 7 | 16 |
| Jennifer Botterill, Kanada     | 5  | 1 | 6 | 7 | 4  |
| Gillian Apps, Kanada           | 5  | 4 | 2 | 6 | 8  |
| Satu Hoikkala, Finsko          | 5  | 3 | 3 | 6 | 6  |
| Angela Ruggiero, USA           | 5  | 3 | 3 | 6 | 10 |

### Brankářská úspěšnost
| Hráč                            | Minut | Z  | GNZ  | PÚ    |
| ------------------------------- | ----- | -- | ---- | ----- |
| Charline Labonté, Kanada        | 120   | 0  | 0.00 | 1.000 |
| Jennifer Harss, Německo         | 1     | 0  | 0.00 | .000  |
| Kim St-Pierre, Kanada           | 200   | 1  | 0.30 | .985  |
| Chanda Gunn, USA                | 230   | 2  | 0.52 | .968  |
| Megan van Beusekom, USA         | 90    | 2  | 1.33 | .895  |
| Steffi Wartosch-Kurten, Německo | 266   | 10 | 2.26 | .926  |
| Maria Onolbaeva, Rusko          | 282   | 13 | 2.77 | .887  |
| Annakaisa Piiroinen, Finsko     | 270   | 13 | 2.89 | .900  |
| Cecilia Anderssonová, Švédsko   | 91    | 5  | 3.31 | .800  |
| Kim Martin, Švédsko             | 209   | 13 | 3.73 | .873  |

## 1. divize
První divize se konala od 27. března do 2. dubna 2005 ve švýcarském Romanshornu.

### Konečné pořadí
| Místo | Tým       |
| ----- | --------- |
| 1.    | Švýcarsko |
| 2.    | Japonsko  |
| 3.    | Česko     |
| 4.    | Francie   |
| 5.    | Dánsko    |
| 6.    | Lotyšsko  |

### Zápasy
| 27. března 2005 | Francie | 2 – 2 (0-0, 1-1, 1-1) | Česko |  |  |

| 27. března 2005 | Dánsko | 0 – 11 (0-5, 0-3, 0-3) | Švýcarsko |  |  |

| 27. března 2005 | Lotyšsko | 1 – 45 (1-0, 0-1, 0-4) | Japonsko |  |  |

| 28. března 2005 | Česko | 4 – 2 (1-1, 2-0, 1-1) | Dánsko |  |  |

| 28. března 2005 | Japonsko | 5 – 1 (0-1, 4-0, 1-0) | Francie |  |  |

| 28. března 2005 | Švýcarsko | 5 – 2 (1-0, 2-0, 2-2) | Lotyšsko |  |  |

| 30. března 2005 | Dánsko | 9 – 4 (5-1, 1-2, 3-1) | Lotyšsko |  |  |

| 30. března 2005 | Japonsko | 1 – 0 (1-0, 0-0, 0-0) | Česko |  |  |

| 30. března 2005 | Švýcarsko | 7 – 2 (2-2, 3-0, 2-0) | Francie |  |  |

| 1. dubna 2005 | Lotyšsko | 4 – 6 (1-2, 2-3, 1-1) | Francie |  |  |

| 1. dubna 2005 | Česko | 1 – 3 (0-2, 1-0, 0-1) | Švýcarsko |  |  |

| 1. dubna 2005 | Japonsko | 5 – 3 (3-1, 0-1, 2-1) | Dánsko |  |  |

| 2. dubna 2005 | Česko | 6 – 1 (2-0, 2-0, 2-1) | Lotyšsko |  |  |

| 2. dubna 2005 | Francie | 7 – 1 (2-0, 3-1, 2-0) | Dánsko |  |  |

| 2. dubna 2005 | Švýcarsko | 3 – 2 (1-0, 1-1, 1-1) | Japonsko |  |  |

## 2. divize
Druhá divize se konala od 14. do 20. března 2005 ve italském Asiago.

### Konečné pořadí
| Místo | Tým           |
| ----- | ------------- |
| 1.    | Norsko        |
| 2.    | Itálie        |
| 3.    | Slovensko     |
| 4.    | Severní Korea |
| 5.    | Rakousko      |
| 6.    | Nizozemsko    |

### Zápasy
| 14. března 2005 | Slovensko | 2 – 1 (0-0, 1-0, 1-1) | Severní Korea |  |  |

| 14. března 2005 | Rakousko | 0 – 3 (0-0, 0-2, 0-1) | Norsko |  |  |

| 14. března 2005 | Nizozemsko | 0 – 5 (0-4, 0-0, 0-1) | Itálie |  |  |

| 15. března 2005 | Norsko | 2 – 3 (1-0, 0-3, 1-0) | Slovensko |  |  |

| 15. března 2005 | Severní Korea | 6 – 0 (1-0, 3-0, 2-0) | Nizozemsko |  |  |

| 15. března 2005 | Itálie | 6 – 1 (1-0, 1-0, 4-1) | Rakousko |  |  |

| 17. března 2005 | Norsko | 7 – 1 (3-1, 2-0, 2-0) | Nizozemsko |  |  |

| 17. března 2005 | Rakousko | 1 – 8 (0-0, 0-5, 1-3) | Slovensko |  |  |

| 17. března 2005 | Severní Korea | 1 – 6 (0-2, 1-2, 0-2) | Itálie |  |  |

| 18. března 2005 | Slovensko | 3 – 2 (2-0, 0-0, 1-2) | Nizozemsko |  |  |

| 18. března 2005 | Severní Korea | 4 – 3 (1-0, 1-2, 2-1) | Rakousko |  |  |

| 18. března 2005 | Itálie | 2 – 5 (0-3, 1-1, 1-1) | Norsko |  |  |

| 20. března 2005 | Norsko | 4 – 0 (0-0, 3-0, 1-0) | Severní Korea |  |  |

| 20. března 2005 | Nizozemsko | 3 – 5 (1-2, 1-2, 1-1) | Rakousko |  |  |

| 20. března 2005 | Itálie | 2 – 0 (1-0, 1-0, 0-0) | Slovensko |  |  |

## 3. divize
Třetí divize se konala od 3. do 9. března 2005 v jihoafrickém v Kapském Městě.

### Konečné pořadí
| Místo | Tým            |
| ----- | -------------- |
| 1.    | Slovinsko      |
| 2.    | Velká Británie |
| 3.    | Belgie         |
| 4.    | Maďarsko       |
| 5.    | Austrálie      |
| 6.    | JAR            |

### Zápasy
| 3. března 2005 | Maďarsko | 0 – 5 (0-2, 0-0, 0-3) | Velká Británie |  |  |

| 3. března 2005 | Belgie | 0 – 6 (0-3, 0-1, 0-2) | Slovinsko |  |  |

| 3. března 2005 | JAR | 1 – 11 (1-4, 0-3, 0-4) | Austrálie |  |  |

| 4. března 2005 | Velká Británie | 11 – 0 (5-0, 3-0, 3-0) | Belgie |  |  |

| 4. března 2005 | Austrálie | 0 – 3 (0-0, 0-3, 0-0) | Maďarsko |  |  |

| 4. března 2005 | Slovinsko | 19 – 2 (6-0, 6-1, 7-1) | JAR |  |  |

| 6. března 2005 | Austrálie | 1 – 1 (0-0, 1-0, 0-1) | Belgie |  |  |

| 6. března 2005 | Velká Británie | 1 – 4 (0-0, 1-1, 0-3) | Slovinsko |  |  |

| 6. března 2005 | JAR | 1 – 9 (0-2, 1-4, 0-3) | Maďarsko |  |  |

| 7. března 2005 | Slovinsko | 7 – 1 (2-1, 4-0, 1-0) | Austrálie |  |  |

| 7. března 2005 | Maďarsko | 0 – 3 (0-0, 0-0, 0-3) | Belgie |  |  |

| 7. března 2005 | Velká Británie | 19 – 0 (5-0, 4-0, 10-0) | JAR |  |  |

| 9. března 2005 | Slovinsko | 5 – 4 (2-4, 2-0, 1-0) | Maďarsko |  |  |

| 9. března 2005 | Austrálie | 2 – 6 (2-1, 0-3, 0-2) | Velká Británie |  |  |

| 9. března 2005 | Belgie | 3 – 2 (0-0, 2-1, 1-1) | JAR |  |  |

## 4. divize
Čtvrtá divize se konala od 1. do 4. dubna 2005 v novozélandském Dunedin.

### Konečné pořadí
| Místo | Tým         |
| ----- | ----------- |
| 1.    | Jižní Korea |
| 2.    | Nový Zéland |
| 3.    | Rumunsko    |
| 4.    | Island      |

### Zápasy
| 1. dubna 2005 | Nový Zéland | 3 – 0 (2-0, 1-0, 0-0) | Rumunsko |  |  |

| 1. dubna 2005 | Jižní Korea | 8 – 2 (3-0, 4-0, 1-2) | Island |  |  |

| 2. dubna 2005 | Rumunsko | 2 – 0 (0-0, 2-0, 0-0) | Island |  |  |

| 2. dubna 2005 | Jižní Korea | 5 – 2 (2-0, 2-1, 1-1) | Nový Zéland |  |  |

| 4. dubna 2005 | Rumunsko | 1 – 2 (0-0, 1-1, 0-1) | Jižní Korea |  |  |

| 4. dubna 2005 | Island | 4 – 4 (1-3, 0-0, 3-1) | Nový Zéland |  |  |